# May Nilsson
May Ingeborg Nilsson-Lafforgue, švedska alpska smučarka, * 5. maj 1921, Åre, Švedska, † 7. november 2007, Albertville, Francija.
Nastopila je na Olimpijskih igrah 1948, kjer je osvojila deseto mesto v slalomu, petnajsto v kombinaciji in osemnajsto v smuku, ter Svetovnem prvenstvu 1939, kjer je osvojila bronasto medaljo v slalomu in četrto mesto v kombinaciji.
Njen mož je Maurice Lafforgue, hči Ingrid Lafforgue, zet Henri Duvillard in brat Åke Nilsson, vsi alpski smučarji in udeleženci olimpijskih iger.